# Яков Крайков
Яков Крайков е първият български издател, илюстратор, гравьор, художник, шрифтолеяр на/за печатни произведения, български книжовник и художник-оформител.

## Биография
Яков Крайков е роден според него в областта Каменна река близо до тогавашното село Коласия, в подножието на Осоговската планина, като вероятно се касае за днешното село Каменичка Скакавица или град Македонска Каменица, днес в Северна Македония. Произхожда от свещенически род. Занимава се с изработването на църковно-богослужебни книги. На младини е преписвач на църковни книги в манастира „Свети Йоаким Осоговски“, след което заминава за София, където в книжовна школа задълбочава познанията си за старобългарската литература, а се запознава и с книги на гръцки език. Школуван в книжовното дело, се посвещава на Гутенберговото книгопечатане, като през 1539 година работи като печатар, редактор и словослагател в отворената в манастира Грачаница печатница.
През 60-те години на XVI век Яков Крайков заминава за Венеция, където обновява печатницата на сръбските печатари Божидар и Винченцо Вукович. Тук за период от 6 години отпечатва 4 книги. Първата е „Часослов“, отпечатана от 15 до 30 май 1566 година, с двуцветен печат, украсена с 31 гравюри. Тя съдържа апокрифни текстове, псалми, тропари, кондаци, като към тях авторът прибавя и слова за Константин-Кирил Философ, Иван Рилски, Иларион Мъгленски и други български светци. Книгата е малък формат с 286 листа, като два непълни екземпляра от нея се съхраняват в Народната библиотека „Иван Вазов“ в Пловдив. В „Часослова“ Яков казва, че е родом от Каменна река „близо до Коласийския град“. В следващите си книги се подписва „Яков от София“.
В 1569 година издава заедно с Йероним Загурович от Котор „Псалтир“ с 274 листа. Въпреки че книгата има строго богослужебен характер, Яков Крайков добавя и тук жития на светци, тропари, кондаци, правейки я общодостъпна и четивна. В 1570 година отново със Загурович издава една голяма книга „Молитвеник“, съдържащ 281 листа. В послеслова на Молитвеника Яков Крайков се определя като „Крайков син“ от Македония – София. В Требника Яков Крайков прави редица корекции на среднобългарския език, редактирайки старите думи и извършвайки нововъведения съобразно говоримия новобългарски език, като премахва и съкращения на думи. Яков Крайков пръв в славянските книги пренася думите на срички, въвеждайки еднаквата разредка между думите, като точката и запетаята имат граматично значение.
В 1572 година самостоятелно издава сборник „Различни потреби“. Той съдържа 128 листа и е най-рядката негова книга и един от уникалните кирилски палеотипи в света. В него са поместени молитви в съкратена форма, преработен е месецесловът, като книгата съдържа и разкази. На страниците на „Различни потреби“, Яков Крайков помества старобългарска апокрифна литература, което за времето си е смела постъпка. Освен с ценността си като архивна единица, сборникът се отличава с текстово съдържание, което не повтаря и не заимства от нито една от известните предходни първопечатни книги. Крайков разпространява книгите си чрез книжарницата на Кара Трифун в Скопие. В календара на сборника „Различни потреби“ под датата 14 февруари се празнува Св. Кирил Учител Български (на 14 февруари 869 година умира Константин-Кирил Философ).

## Памет
На Яков Крайков е наречена улица в квартал „Крива река“ в София (Карта).